# Айвінс (Юта)
Айвінс (англ. Ivins) — місто (англ. city) в США, в окрузі Вашингтон штату Юта. Населення — 8978 осіб (2020).

## Географія
Айвінс розташований за координатами 37°10′29″ пн. ш. 113°40′51″ зх. д. / 37.17472° пн. ш. 113.68083° зх. д. (37.174634, -113.680841).  За даними Бюро перепису населення США в 2010 році місто мало площу 25,27 км², з яких 25,16 км² — суходіл та 0,11 км² — водойми.

## Демографія
Згідно з переписом 2010 року, у місті мешкали 6753 особи в 2427 домогосподарствах у складі 1948 родин. Густота населення становила 267 осіб/км².  Було 2880 помешкань (114/км²).
Расовий склад населення:
| - 93,3 % — білих - 1,3 % — корінних американців - 0,6 % — чорних або афроамериканців - 0,4 % — вихідців з тихоокеанських островів - 0,3 % — азіатів - 1,6 % — осіб інших рас |

До двох чи більше рас належало 2,5 %. Частка іспаномовних становила 5,7 % від усіх жителів.
За віковим діапазоном населення розподілялося таким чином: 27,8 % — особи молодші 18 років, 52,4 % — особи у віці 18—64 років, 19,8 % — особи у віці 65 років та старші. Медіана віку мешканця становила 39,4 року. На 100 осіб жіночої статі у місті припадало 95,8 чоловіків;  на 100 жінок у віці від 18 років та старших — 91,6 чоловіків також старших 18 років.
Середній дохід на одне домашнє господарство  становив 70 980 доларів США (медіана — 52 920), а середній дохід на одну сім'ю — 65 924 долари (медіана — 54 601). Медіана доходів становила 50 608 доларів для чоловіків та 30 750 доларів для жінок. За межею бідності перебувало 13,8 % осіб, у тому числі 13,9 % дітей у віці до 18 років та 5,5 % осіб у віці 65 років та старших.
Цивільне працевлаштоване населення становило 2721 особа. Основні галузі зайнятості: освіта, охорона здоров'я та соціальна допомога — 21,0 %, роздрібна торгівля — 14,8 %, науковці, спеціалісти, менеджери — 13,7 %.